# Alessandro Bares
Alessandro Bares (* 1970 in Como) ist ein italienischer Pianist, Violinist, Dirigent und Musikherausgeber.

## Leben und Wirken
Alessandro Bares studierte Klavier und Violine am Conservatorio di musica Giuseppe Verdi und der Civica Scuola di Musica in Mailand. Es folgte das Studium der Barockvioline am "Centre de musique ancienne" des Genfer Konservatoriums. Musikwissenschaften studierte er an der „Scuola di Paleografia e Filologia Musicale“ in Cremona.
Bares begann seine geigerische Laufbahn im Barockorchester der Europäischen Union (1991–1992). Er war Mitgründer mehrerer Ensembles für Alte Musik, wie „Il viaggio musicale“, mit dem er 10 CD einspielte, in zahlreichen Ländern Europas konzertierte und bei internationalen Wettbewerben ausgezeichnet wurde.
Er war Konzertmeister oder Solist bei mehreren französischen oder italienischen Barockensembles, wie „La Serenissima“, „Hamadryade“, „Ensemble Barocco Sans Souci“ oder „Armonico cimento“. Gemeinsam mit seiner Frau, der Geigerin Claudia Monti, tritt er mit dem „Ensemble Humor Allegro“ und dem „Duo Mirò“ auf. Bares spielte mit „Europa Galante“ unter Fabio Biondi und Il complesso barocco unter Alan Curtis. Als Pianist oder Pianofortespieler hat er ein Repertoire, das von der klassischen bis zur zeitgenössischen Musik reicht.
Um das Jahr 2000 musste Bares das aktive Musizieren wegen einer fokalen Dystonie einstellen, erst 15 Jahre später konnte ihm geholfen werden. Jetzt gibt er das Wissen um seine Genesung anderen betroffenen Musikern weiter.
Als musikalischer Leiter der „Compagnia Lirica di Milano“ dirigierte Bares mehrere Opernaufführungen, wie beispielsweise Don Giovanni (2010) oder Falstaff (2011).

## Musikverlag
Alessandro Bares betätigt sich seit 1999 als Musikherausgeber mit dem Verlag „Musedita“, der sich im Wesentlichen auf Veröffentlichungen der Musik des siebzehnten Jahrhunderts in moderner Notation spezialisiert hat. Der Katalog von Musedita umfasst inzwischen mehr als 2.500 Kompositionen. Hierbei konnte er auf die Mitarbeit mehrerer namhafter, auf Alte Musik spezialisierter Musiker zurückgreifen. Bares machte auch Transkriptionen für Institutionen, wie der Hamburgischen Staatsoper, den Innsbrucker Festwochen der Alten Musik, dem Opernhaus Oslo oder dem Bärenreiter-Verlag.